# Thüringische Eisenbahn-AG
Die Thüringische Eisenbahn-AG (Theag) in Weimar war eine Tochter der Centralverwaltung für Secundairbahnen Herrmann Bachstein (CV). Die Bahngesellschaft existierte von 1923 bis 1945.

## Geschichte

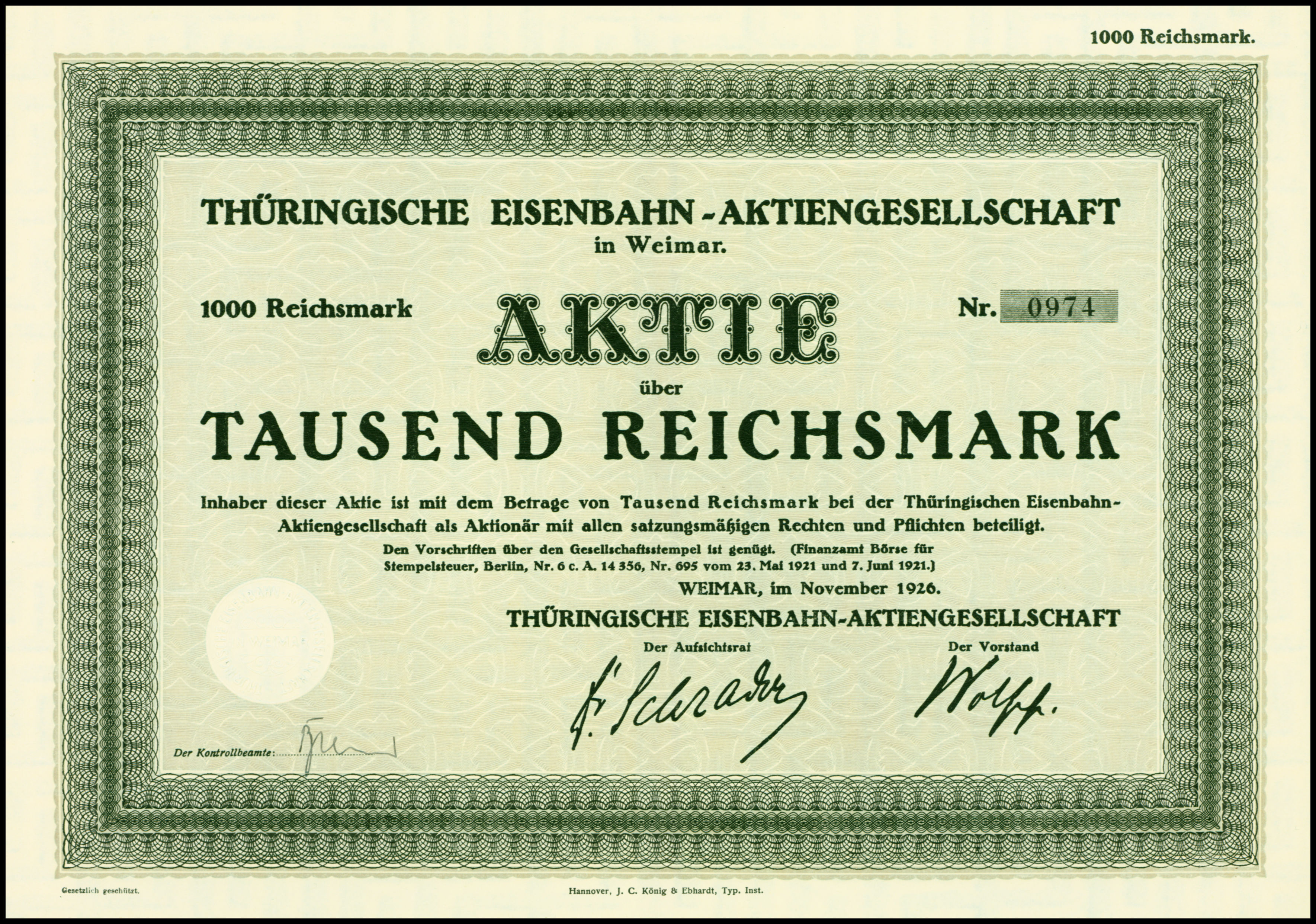
Aktie über 1000 RM der Thüringische Eisenbahn AG vom November 1926

Die Centralverwaltung für Secundairbahnen besaß in den thüringischen Kleinstaaten eine Reihe von Nebenbahnen, die in den Jahren nach dem Ersten Weltkrieg in wirtschaftliche Schwierigkeiten gerieten. Die Leitung der CV sah in der Zusammenfassung der kleinen selbständigen Bahngesellschaften zu einem gemeinsamen Unternehmen den Weg zur Lösung dieser Probleme. Diese waren in der Öffentlichkeit immer wieder zur Begründung der Forderung nach einer Verstaatlichung herangezogen worden und hatten mehrfach zum Streik der Eisenbahnbediensteten geführt.
Die Centralverwaltung wandelte daher eine 1921 gegründete „AG für Eisenbahn- und Straßenbahnunternehmungen“ am 6. Oktober 1923 in die „Thüringische Eisenbahn-Aktiengesellschaft (Theag)“ um. In diese Holding-Gesellschaft wurden folgende – bisher rechtlich selbständige – Gesellschaften eingegliedert:
- Buttstädt-Rastenberger Eisenbahn – 5 km
- Esperstedt-Oldislebener Eisenbahn – 4 km
- Greußen-Ebeleben-Keulaer Eisenbahn – 38 km
- Ruhlaer Eisenbahn – 7 km – (ab 1925/26)
- Weimar-Berka-Blankenhainer Eisenbahn – 32 km
- Weimar-Buttelstedt-Großrudestedter Eisenbahn – 34 km (1000 mm)

Die Betriebsführung übernahm die CV. Dieses Netz von insgesamt 120 Kilometern Länge – davon 34 km Schmalspur – verringerte sich 1933 um die Buttstädt-Rastenberger Eisenbahn, die damals ausschied und vom Eisenbahn-Zweckverband Rastenberg-Hardisleben übernommen wurde.
Ein dunkles Kapitel stellt die Geschichte der „Buchenwaldbahn“ dar, die von Weimar zum Konzentrationslager Buchenwald führte. Sie zweigte in Schöndorf von der Weimar – Großrudestedter Eisenbahn ab und wurde von der SS mit Hilfe von Häftlingen erbaut. Da sie normalspurig war, musste die CV den Abschnitt Weimar – Schöndorf dreischienig ausbauen. Der Betrieb wurde von der CV im Sommer 1944 aufgenommen.
Nach dem Ende des Zweiten Weltkrieges wurden die Strecken der Thüringischen Eisenbahn-AG 1946 in das Eigentum des Landes Thüringen übergeführt. Der Betrieb wurde zunächst als "Thüringer Eisenbahnen", ab 1. Juli 1948 als „Thüringer Landesbahnen“ bezeichnet und ab 1. April 1949 der Deutschen Reichsbahn unterstellt. Das weitere Schicksal und genauere Daten werden bei den einzelnen Bahnen beschrieben.